# NGC 1401
NGC 1401 је спирална галаксија у сазвежђу Еридан која се налази на NGC листи објеката дубоког неба.
Деклинација објекта је - 22° 43' 28" а ректасцензија 3h 39m 21,8s. Привидна величина (магнитуда) објекта NGC 1401 износи 12,1 а фотографска магнитуда 13,1. Налази се на удаљености од 18,4000 милиона парсека од Сунца. NGC 1401 је још познат и под ознакама ESO 482-26, MCG -4-9-42, PGC 13457.